# غوران آدموفيتش
غوران آدموفيتش هو لاعب كرة قدم صربي في مركز الدفاع، ولد في 24 أبريل 1987 في بلغراد في صربيا. شارك مع منتخب صربيا تحت 19 سنة لكرة القدم. أما مع النوادي، فقد لعب مع النجم الأحمر بلغراد وبودوتشنوست بودغوريتسا وسبارتاك سوبتيتسا وملادوست بودغوريتسا ونادي روجومبيروك.

## وصلات خارجية
- غوران آدموفيتش على موقع الاتحاد الأوربي (الإنجليزية)
- غوران آدموفيتش على موقع قاعدة بيانات كرة القدم.إي يو (الإنجليزية)
- غوران آدموفيتش على موقع Soccerway.com (الإنجليزية)